# Veneridae
Veneridae é uma família de moluscos bivalves da ordem Veneroida. Em português chama-se a família dos Venerídeos.

## Classificação
A classificação dessa família tem sido objeto de controvérsia desde os anos 1930. O sistema de classificação de Keen (1969), que agrupa 12 subfamílias, é um dos mais usados.  Algumas espécies tiveram seu gênero mudado (includindo gêneros em diferentes subfamílias) por causa de inúmeras tentativas de se criar uma organização mais aceitável para a classificação ou taxonomia dessa família.

## Características

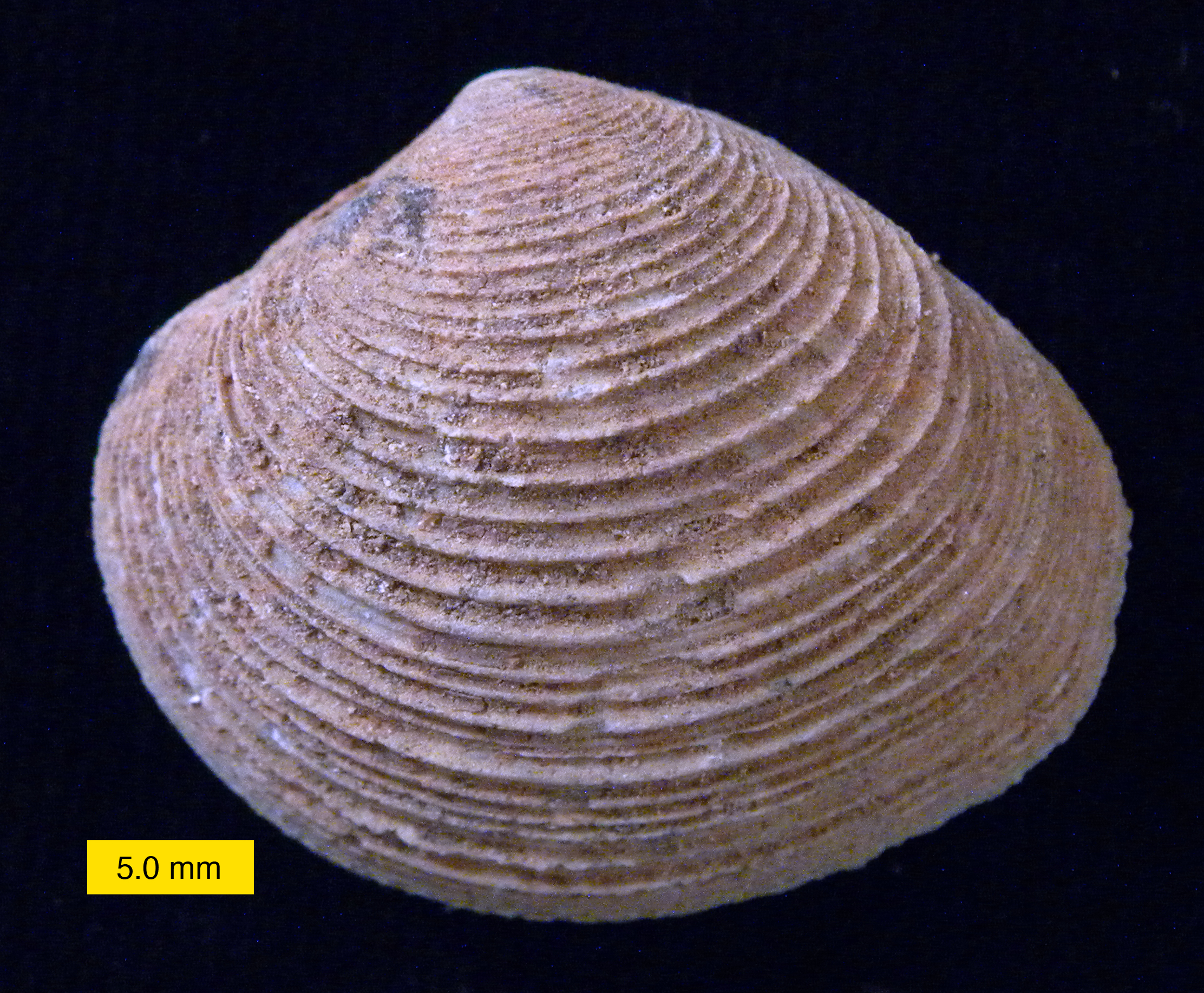

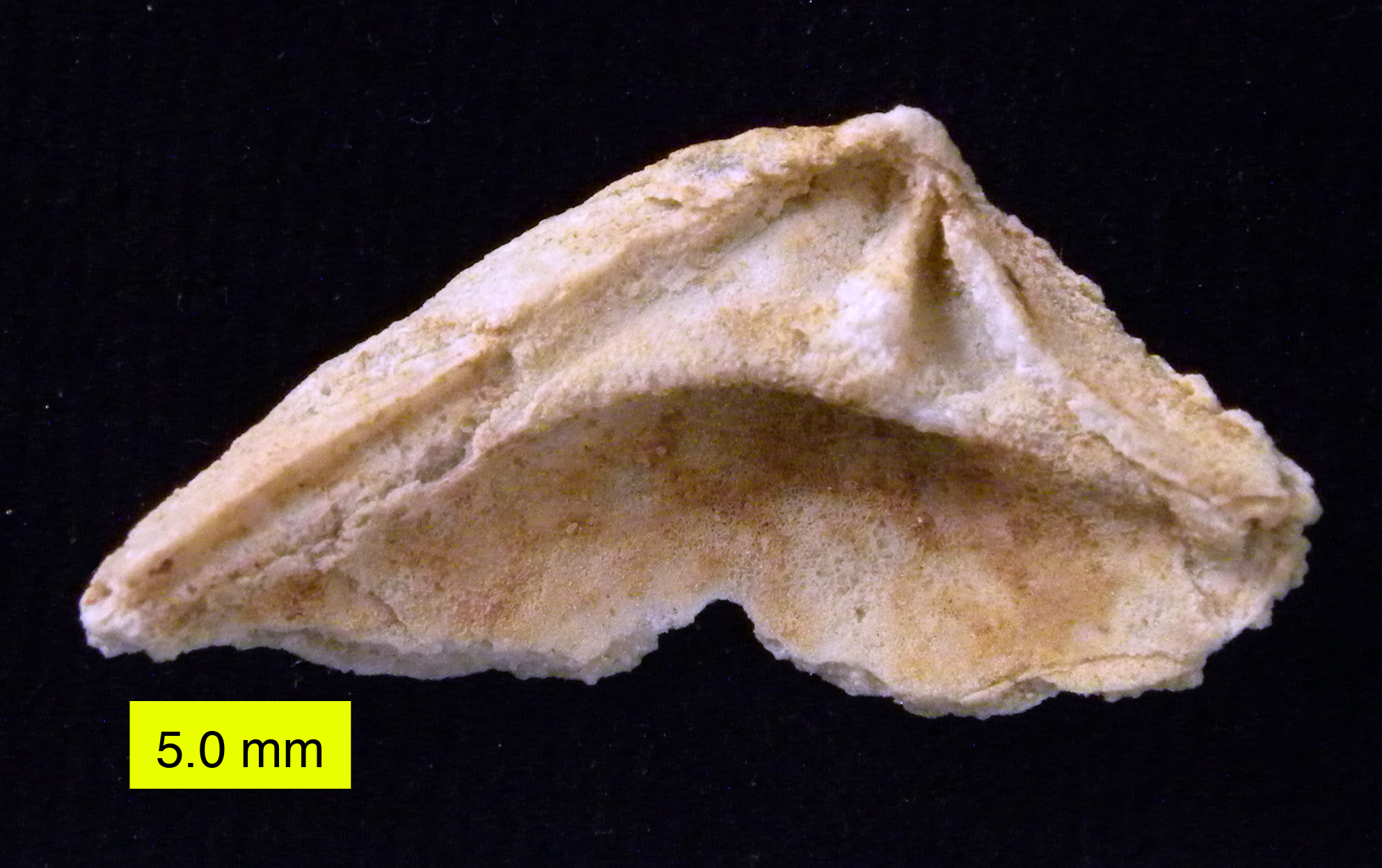

As características utilizadas para classificar este grupo tendem a ser superficiais, baseadas em características externas, especialmente da concha.
- Possuem um ligamento posterior externo;
- uma área anterior bem demarcada, chamada de lúnula;
- três estruturas encaixáveis, chamadas de dentes cardinais, na parte superior de cada valva;
- dentes laterais anteriores aos dentes cardinais em algumas das subfamílias: um na valva esquerda, e dois na valva direita (algumas vezes, mais difíceis de localizar).
- As bordas inferiores internas das valvas podem ser finamente denteadas ou lisas.
- A escultura da concha tende a ser primariamente concêntrica, embora também haja ornamentações radiais e bifurcações (ver Gafrarium), e raramente espinhos  (Pitar lupanaria, por exemplo).

### Características específicas de determinadas espécies de venerídeos
Uma pequena subfamília, Samarangiinae, foi criada para uma única e rara espécie encontrada em recifes de coral que possui uma camada de areia cimentada ou lama que a recobre e fornece proteção contra predadores (camuflagem) ao mesmo tempo em que aumenta a espessura de sua concha.
De modo geral, alguns venerídeos possuem o formato de sua concha bem adaptado ao meio em que vivem. A espécie Tivela, por exemplo, tem as bordas triangulares típicas das assim chamadas surf clams (algo como "mariscos surfistas") em outras famílias de bivalves, e ocorre frequentemente em zonas de surfe.
Algumas Dosinia possuem um formato discóide semelhante às espécies da família Lucinidae; ambas espécies de bivalves circulares tendem a fazer escavações profundas dentro do sedimento.
Aguarda-se para breve uma reclassificação dos membros desta família, como resultado de pesquisas recentes em sistemática molecular deste grupo.

## Subfamílias de acordo com Keen (1969)
- Chioninae
- Circinae
- Clementinae
- Cyclinae
- Dosiniinae
- Gemminae
- Meretricinae
- Pitarinae
- Samaranginae
- Sunettinae
- Tapetinae
- Venerinae

## Gêneros
- Agriopoma Dall, 1902
- Amiantis Carpenter, 1884
- Anomalocardia Schumacher, 1817
- Austrovenus Finlay,1927
- Bassina Jukes-Browne, 1914
- Callista Poli, 1791
- Chamelea Morch, 1853
- Chione Megerle von Mühlfeld, 1811
- Chionopsis Olsson, 1932
- Chionista Keen, 1958
- Circomphalus Klein, 1853
- Clausinella J. E. Gray, 1851
- Compsomyax Stewart, 1930
- Cyclinella Dall, 1902
- Dosina Gray, 1835
- Dosinia Scopoli, 1777
- Gafrarium Roding, 1798
- Gemma Deshayes, 1853

## Galeria

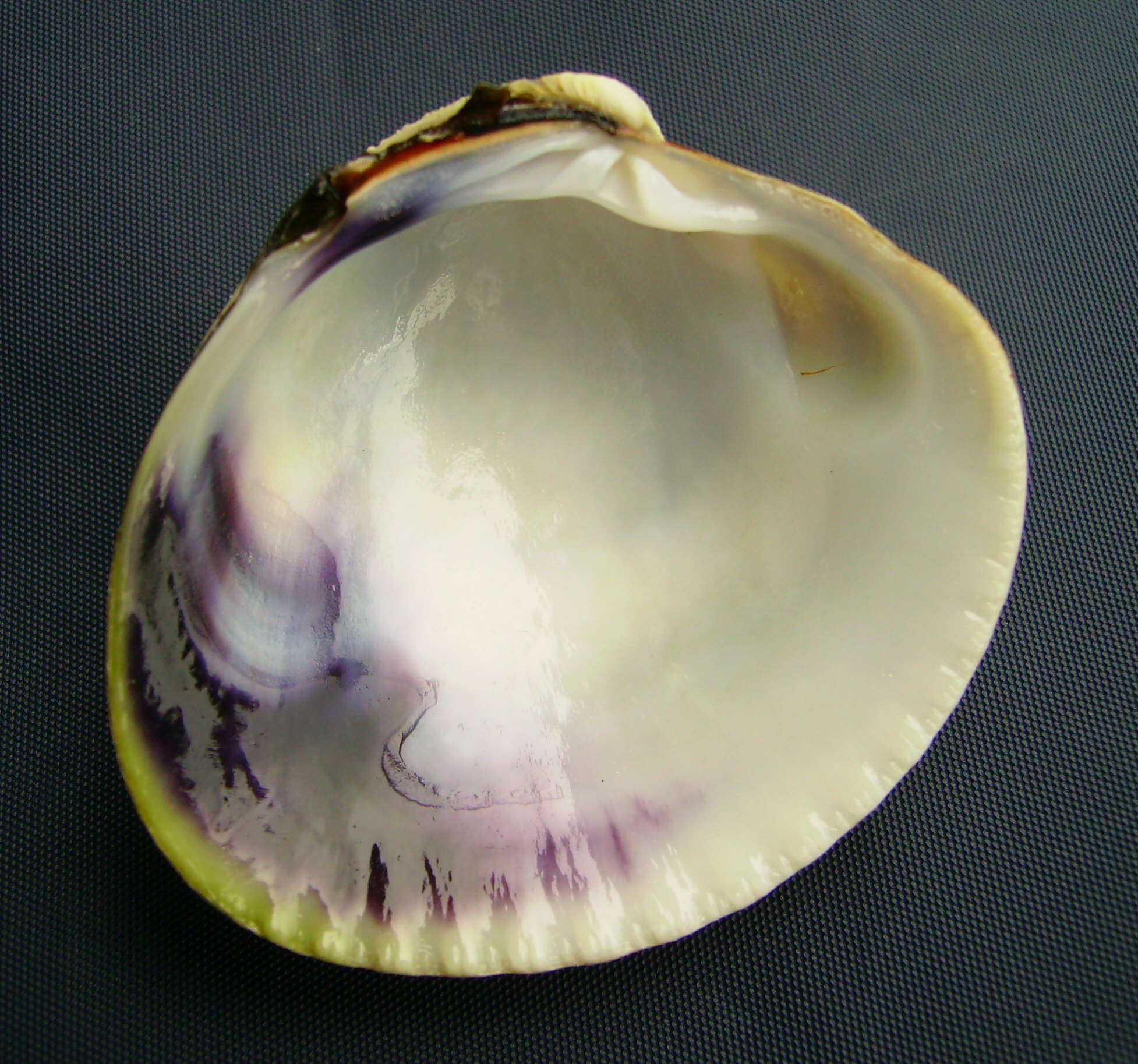
Austrovenus stutchburyi Nova Zelândia
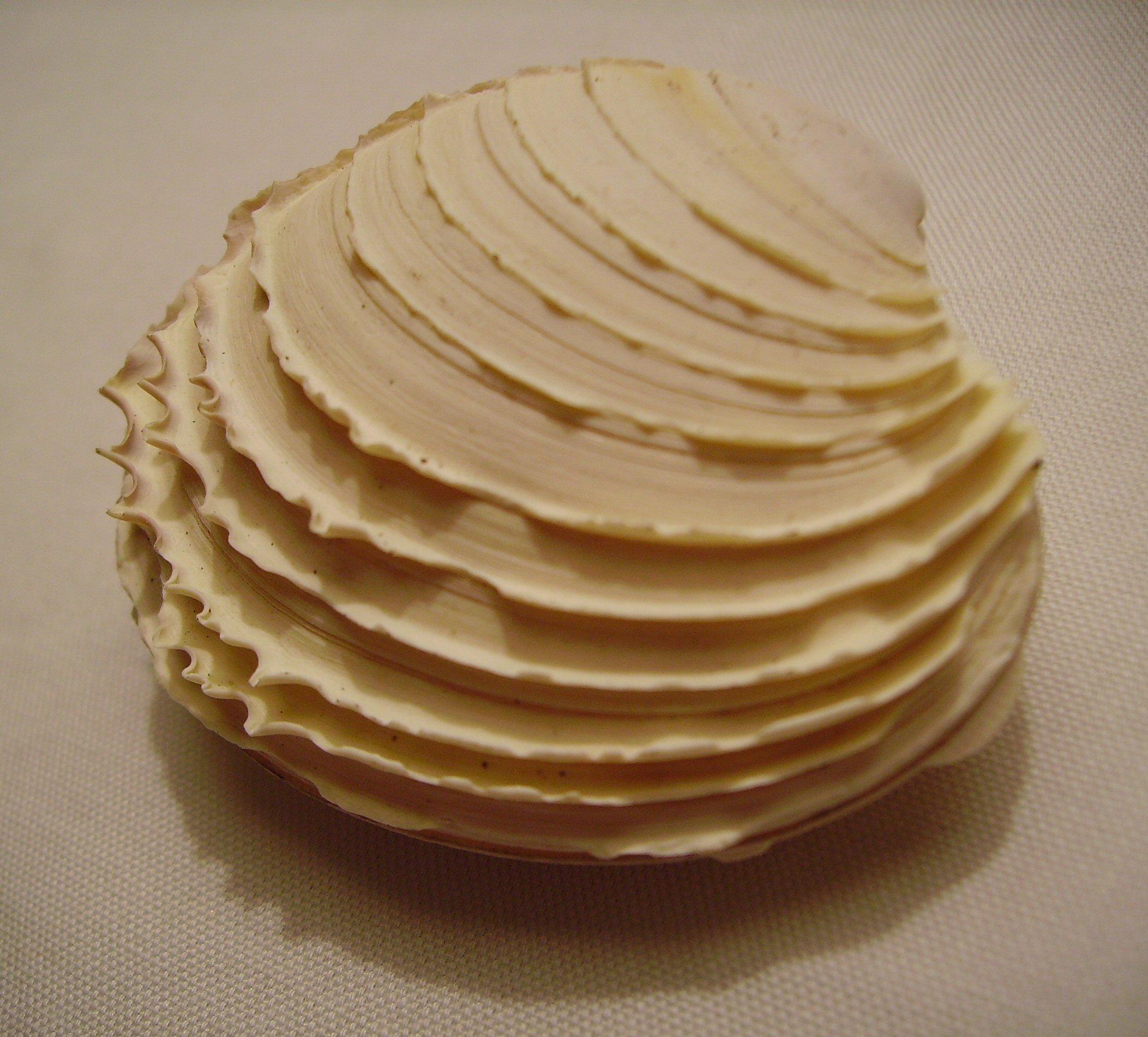
Bassina yatei Nova Zelândia
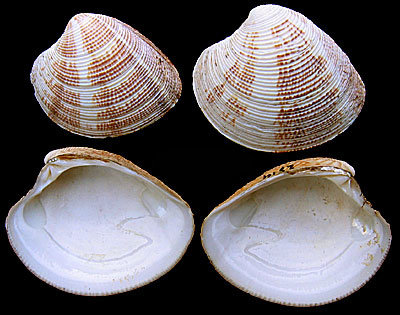
Chamelea striatula
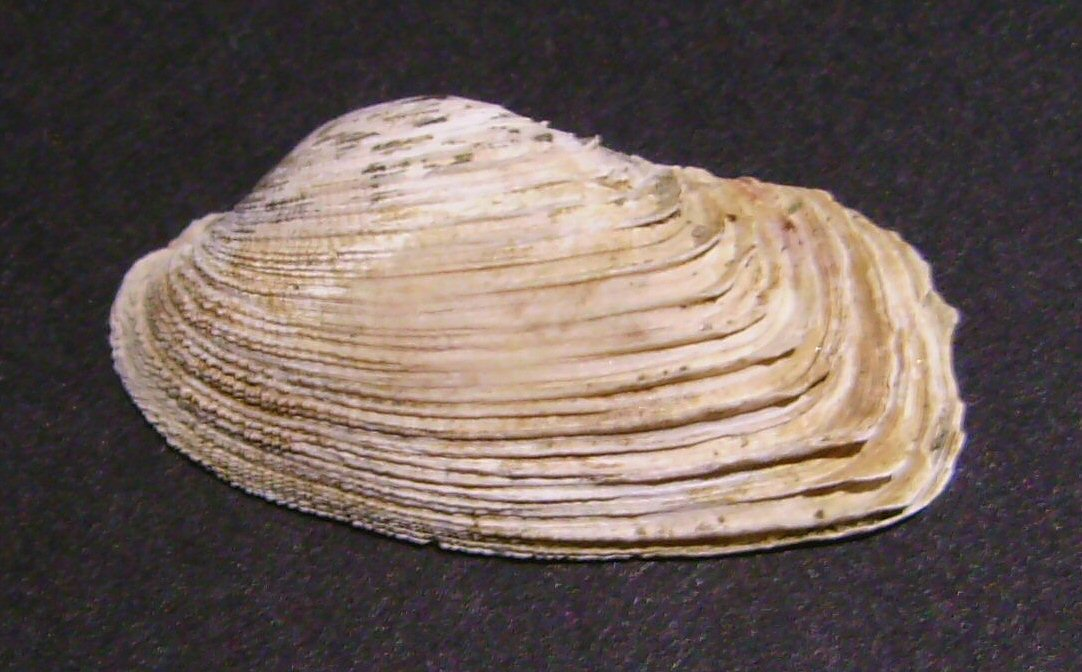
Irus elegans Nova Zelândia
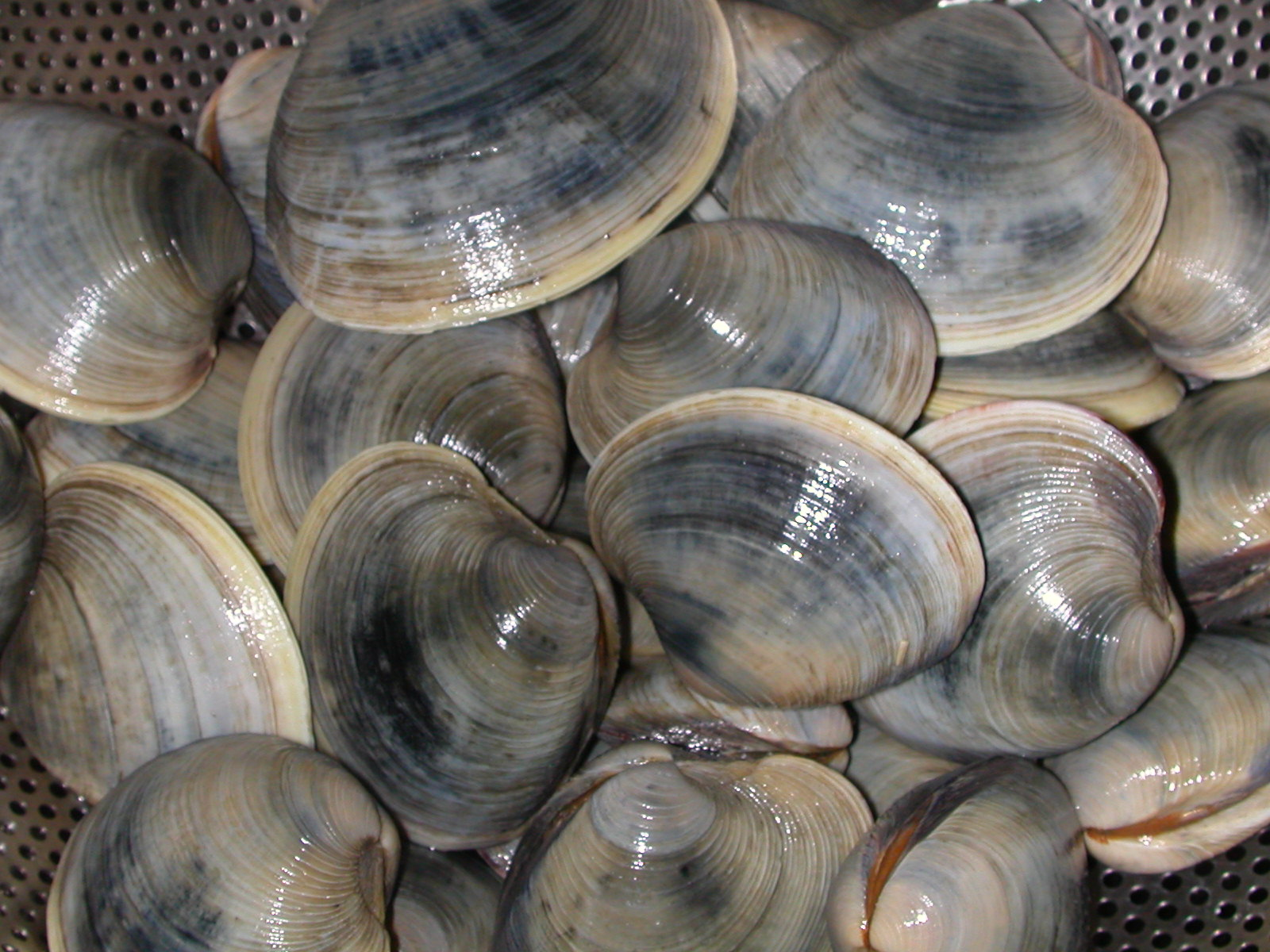
Mercenaria mercenaria América do Norte
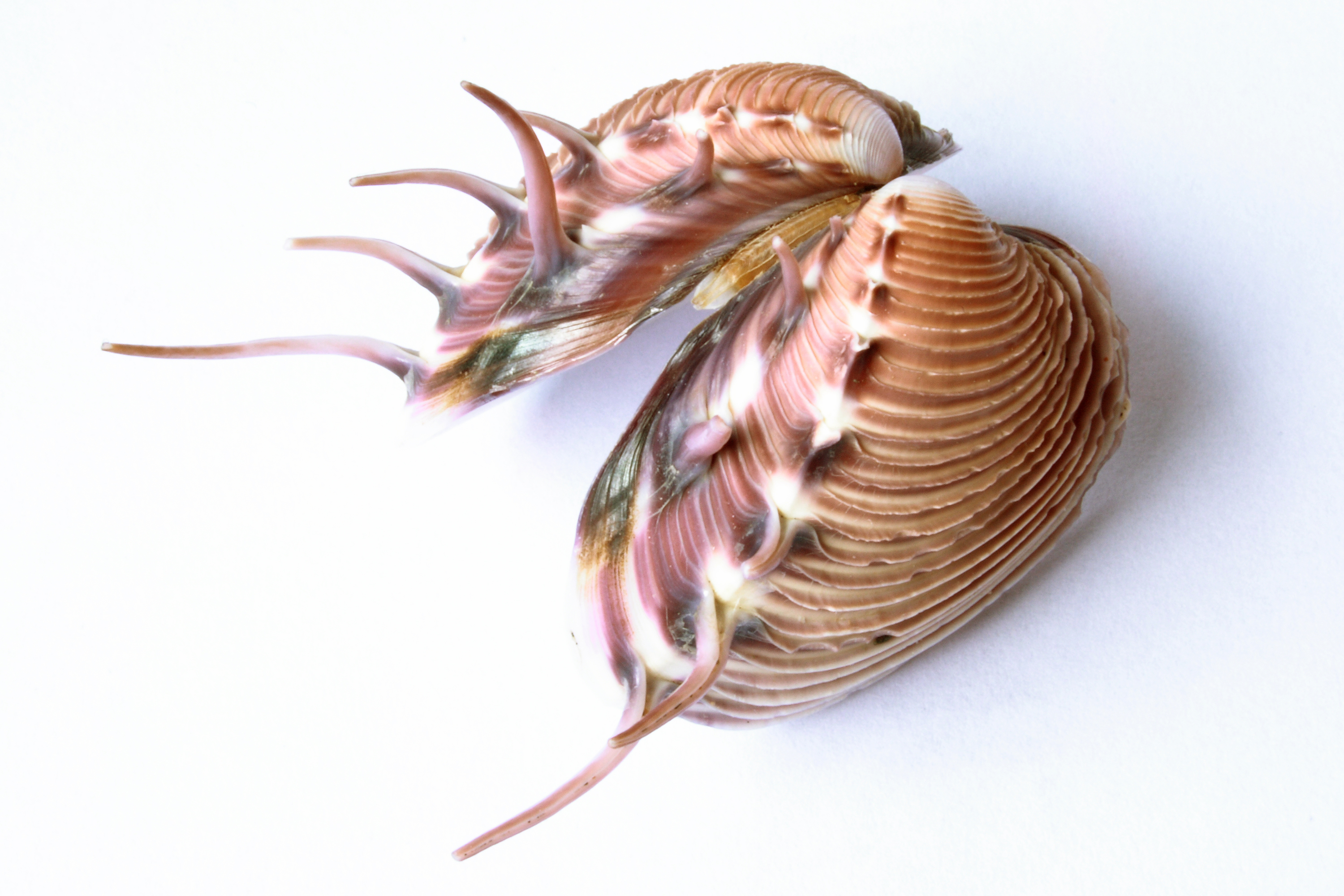
Pitar lupinaria Costa Rica
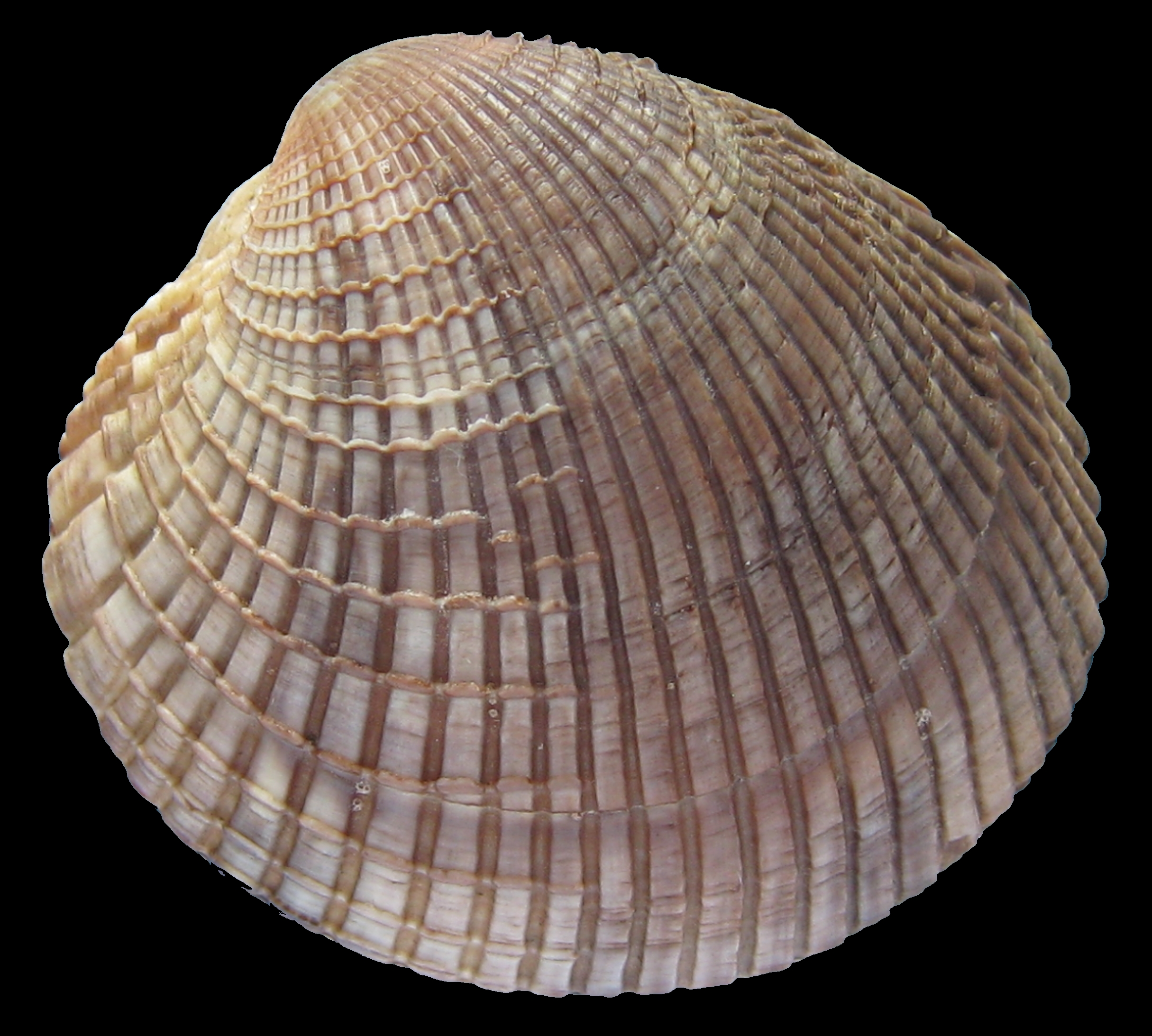
Protothaca columbiensis Panamá
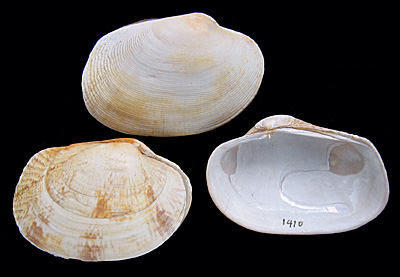
Venerupis senegalensis